# 任天堂战争系列
任天堂战争（歐美版稱為「高級戰爭」）是军事回合制战略游戏，主要由Intelligent Systems开发，任天堂发行。系列於1988年8月12日在日本首发，是Intelligent Systems的創業作。和火焰之纹章等其他Intelligent Systems系列类似，早期作品僅在日本发行；《高级战争》（2001）是首款在美欧市场发行的作品。《高级战争》2001年9月10日在美国发行，但翌日因为九一一襲擊事件而推延在日本和欧洲发行。尽管欧洲版在2002年1月，但日本版直到2004年11月25日才以《Game Boy战争Advance 1+2》名义发行 Game Boy Advance作品。
2005年《任天堂战争DS》在任天堂DS平台发行，其沿用了前作的基本形式。同年的《突击！！任天堂战争》由Kuju Entertainment开发，发行于任天堂GameCube，被视作主系列的衍生作品。此作为3D动作即时战略游戏，并非主系列传统的回合制战略。

## 游戏
-  : 1988年发行于日本红白机。2009年再版于Wii Virtual Console，2012年再版于任天堂3DS ，2019年再版于任天堂Switch（Family Computer Nintendo Switch Online）。
- 《Game Boy战争》 : 1991年发行于Game Boy。
- 《Game Boy战争Turbo》 : 1997年发行于Game Boy。Hudson制作发行。
- 《超级任天堂战争》（又翻译为“超级任天堂大战”） : 1998年发行于超级任天堂。2010年再版于Wii Virtual Console，2013年再版于Wii U Virtual Console。
- 《Game Boy战争2》 : 1998年行于Game Boy Color。Hudson制作发行。
- 《Game Boy战争3》 : 2001年发行于Game Boy Color。
- 《高级战争》 : 2001年发行于北美和澳洲的Game Boy Advance，2002年发行欧洲版。2014年再版于Wii U Virtual Console。
- 《高级战争2：黑洞堀起》 : 2003年在北美、澳洲和欧洲Game Boy Advance发行。
- 《Game Boy战争Advance1+2》 : 2004年11月25日在日本Game Boy Advance发行，為上两部游戏的合辑。2014年再版于Wii U Virtual Console。
- 《任天堂战争DS》 : 2005年在全球任天堂DS发行。
- 《突击！！任天堂战争》 : 2005年在全球任天堂GameCube发行。
- 《突击！！任天堂战争VS》 : 2007年在北美Wii发行，2008年在日本、欧洲和澳洲发行。
- 《任天堂战争DS：毁灭之日》 : 2008年在西方发行於任天堂DS，日版原定发行但取消，后于2013年通过任天堂eShop为任天堂3DS下载发行。
- 《高级战争1+2：重新訓練營》 : WayForward制作，為《高级战争》和《高级战争2：黑洞堀起》的重制版。原預計2022年4月8日在西方发行於任天堂Switch，但受俄烏戰爭影響而延期至2023年4月21日发行。